# Цирма
Ци́рма (латыш. Cirma) — озеро в восточной части Латвии, в Лудзенском крае. Соединено каналом с озером Звигзденес. Площадь озера составляет 12,612 км². Максимальная глубина 8,5 м, средняя глубина 3 метра. Вытекающие реки: Ставка. В 1930 году река Ставка была углублена, после чего уровень воды озера Цирма опустился. Обитают 12 видов рыб.